# Ḫilaruada
Ḫilaruada, auch Ḫelaruada, war ein neo-hethitischer König von Melid, der für die Jahre 784/80–760/50 v. Chr. in urartäischen Quellen belegt ist.

## Regierung
Die Urartäer fielen während Ḫilaruadas Regierungszeit mindestens zweimal in Melid ein, einmal 784 oder 783 v. Chr. unter Urartäerkönig Argišti I. und dann noch einmal unter König Sarduri II. im Jahr 760, 753, 752 oder 750 v. Chr. Seit dem Feldzug Sarduris II. von Urartu war Melid den Urartäern untertan, zumindest bis die Assyrer bis 743 v. Chr. der urartäischen Vormacht in Melid ein Ende setzten. Da regierte aber schon König Sulumal (min. 743–732 v. Chr.) in Melid.

## Gleichsetzung mit Sa(?)tiruntiya
In urartäischen Quellen wird Ḫilaruada als Sohn eines Šaḫu genannt, der auf das frühe 8. Jahrhundert v. Chr. datiert werden kann. Es besteht die Möglichkeit, dass Šaḫu identisch ist mit Sahwi, einem Herrscher von Melid in einer hieroglyphen-luwischen Inschrift, der den Titel Held trug und eventuell mit einem namenlosen König von Melid in urartäischen Quellen oder dem ebenfalls namenlosen Herrscher von Melid, der in aramäischen Quellen als Gegner von König Zakur von Hamath erwähnt wird, identifiziert werden kann. Diese Inschrift nennt Sahwi als Vater von Sa(?)tiruntiya, einem König von Melid, der die Titel Held und Landesherr von Malida (= hieroglyphen-luwischer Name von Melid) führte. Selbst wenn Šaḫu und Sahwi identisch sein sollten, muss das nicht unbedingt auch für Ḫilaruada und Sa(?)tiruntiya gelten. Beide Namen sind sehr unterschiedlich, auch wenn die Lesung der Hieroglyphe sa nicht ganz gesichert ist und die Namensendung ruada eine Verstümmelung des theophoren Namenselementes Runtiya darstellen könnte, zumal es nicht ungewöhnlich ist, wenn neo-hethitische Herrschernamen in anderssprachigen Quellen auffällig entstellt werden. Bei Sa(?)tiruntiya könnte es sich, wenn er tatsächlich nicht mit Ḫilaruada gleichzusetzen ist, um dessen Bruder handeln, womöglich um dessen jüngeren Bruder, wenn, wie urartäische Quellen nahelegen, Ḫilaruada seinem Vater Šaḫu direkt auf den Thron folgte. Gleichgültig, ob Sa(?)tiruntiya nun vor oder nach Ḫilaruada auf dem Thron von Melid saß, dessen älterer oder jüngerer Bruder war, fest steht jedenfalls, dass er definitiv König von Melid war.  Sa(?)tiruntiya und sein Vater Sahwi werden teils auch früher eingeordnet, etwa vor dem in assyrischen Quellen erwähnten König Lalli (min. 853–835 v. Chr.) oder auch als direkte Nachfolger Ḫilaruadas angesehen.